# Distrito de Surcubamba
El Distrito peruano de Surcubamba es uno de los 18 distritos que conforman la Provincia de Tayacaja, ubicada en el Departamento de Huancavelica, perteneciente a la Región Huancavelica, Perú. Festeja su Aniversario de Creación Política cada 22 junio

## Geografía
Ubicado a una altitud de 2 481 a 3 665  m s. n. m.

## Población
Actualmente la población en este distrito es de 5 112 personas según el censo realizado en 2007. Su capital del distrito es el Centro Poblado de Surcubamba, este reconocimiento ha logrado poseer por reservar centros turísticos, zonas arqueológicas, etc.    